# Museo della preistoria di Carnac
Il museo della preistoria di Carcac (in francese Musée de Préhistoire de Carnac) è una collezione di reperti archeologici situato nella città di Carnac, nel dipartimento del Morbihan nella regione della Bretagna. Una zona famosa per la presenza di numerosi siti preistorici con monumenti megalitici.

## Storia
Il museo deve la propria esistenza a due archeologi: James Miln e Zacharie Le Rouzic che decisero di trovare un luogo per conservare e presentare al pubblico i reperti archeologici il più vicino possibile al luogo delle loro scoperte. 
Nato in Scozia, James Miln (1819-1881) si trasferì in Bretagna nel 1873 per effettuare scavi in siti megalitici simili a quelli che già aveva studiato nel suo paese natale, come a Kermario, ai piedi del tumulo di Saint-Michel, e su decine di piccoli monumenti megalitici della regione (tumuli e dolmen) e nella villa gallo-romana di Bosséno a Carnac. A Carnac conobbe il giovane Le Rouzic (1864-1939) al quale trasmise la sua passione per l'archeologia e che divenne il primo curatore del museo, aperto al pubblico nel 1882, un anno dopo la morte di Miln.
Il primo museo venne costruito e aperto a proprie spese dal fratello di James, Robert Miln, che lo donò alla città di Carnac. Le Rouzic venne nominato curatore, e allo stesso tempo continuò l'opera iniziata da Miln, effettuando ulteriori scavi e scoperte nella stessa Carnac, a Saint-Michel, sugli allineamenti di Kermario e in località Le Manio, nel sito megalitico di Kerlescan e Lizo.
Nel 1928, su richiesta dello stesso Le Rouzic, la collezione del museo venne classificata dallo stato francese come monumento storico nazionale.
Durante la seconda guerra mondiale parte della collezione venne trasferita in luoghi protetti nel dipartimento della Maine e Loira, successivamente, tra il 1946 e il 1958 la collezione del museo venne trasferita all'Università di Rennes per poi tornare a Carnac. Nel 1985 infine la collezione venne trasferita nell'attuale sede, il presbiterio di Carnac del XIX secolo, alla presenza del ministro della cultura francese Jack Lang.

## La collezione

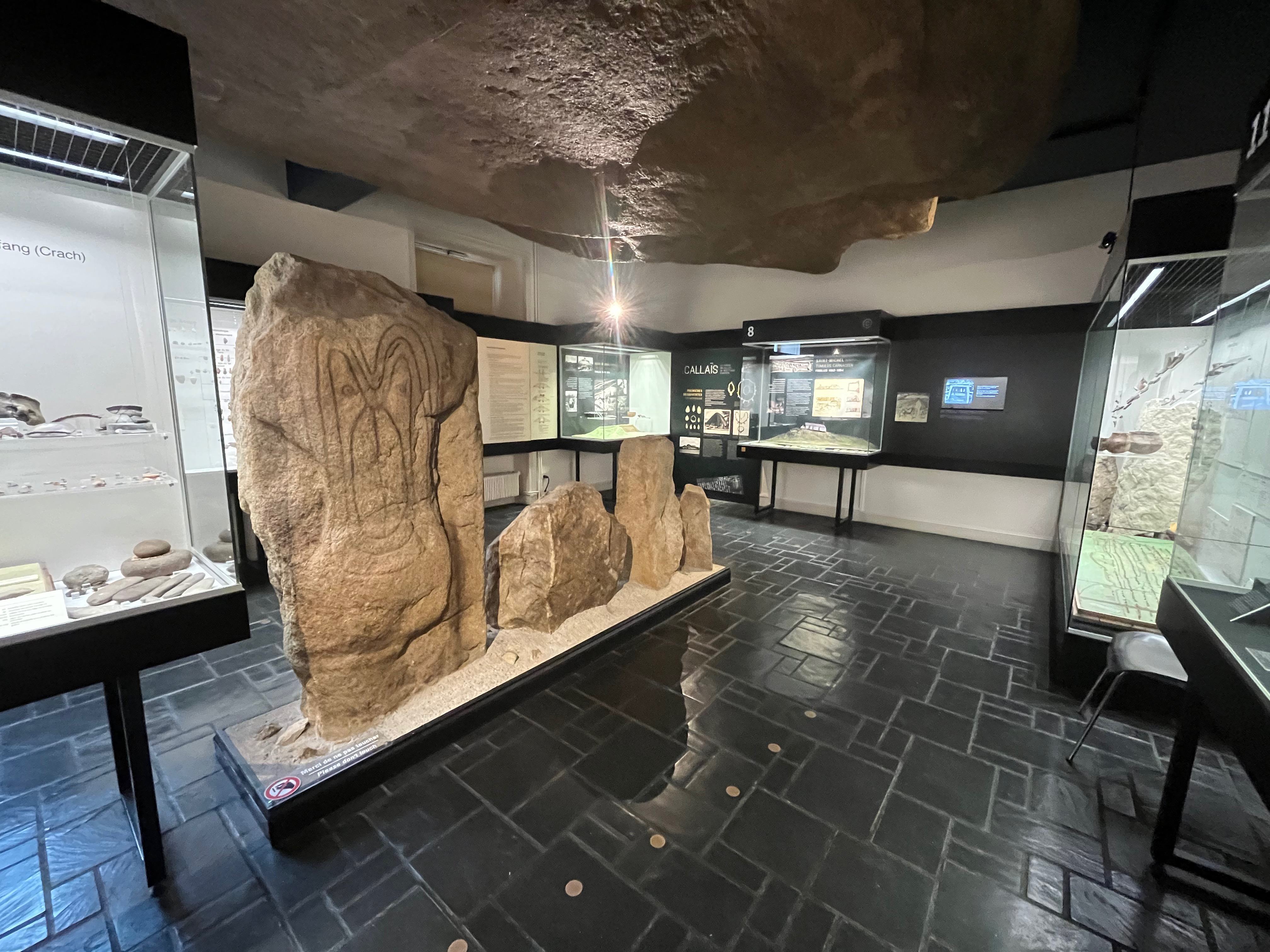
Una delle sale espositive al primo piano con alcuni menhir al centro

Il museo vanta una collezione che spazia da reperti di età paleolitica, mesolitica, neolitica, dell'età del bronzo e del ferro, fino all'età gallo-romana. 
Al primo piano, dedicato al paleolitico, mesolitico e neolitico vi è una vasta collezione di chopper risalenti a circa 450 000 anni fa all'epoca dei primi insediamenti di ominidi lungo la costa bretone, di microliti rinvenuti nella baia di Quiberon e di oggetti neolitici più lavorati come pendenti e perle di variscite, lastre incise come il "Tavolo dei Mercanti" rinvenuta a Locmariaquer su cui sono incisi animali, bastoni ricurvi e motivi probabilmente astratti. Sempre del periodo neolitico si possono poi ammirare svariati megaliti con incisioni, asce levigate ricavate dalla giada, resti rinvenuti da tombe rituali, ceramiche utilizzate sia la cottura che per ornamento.
Al piano superiore, dedicato all'età del bronzo, del ferro e quella gallo-romana. Dell'età del bronzo si può osservare una vasta collezione di oggetti in oro e rame risalenti a circa 2000 anni fa, tra cui asce e martelli armoricane traforati per l'introduzione del manico, e i primi strumenti pensati specificamente per uccidere altri uomini, come i primi resti di pugnali. Risalenti all'età del ferro il museo vanta una collezione di monete galliche, monete venete con raffigurazioni di animali stampigliate sopra e di braccialetti e ornamenti anche in vetro. Del periodo gallo-romano invece si possono ammirare i resti rinvenuti in una villa di una famiglia di Carnac (in località Bosséno, nell'attuale Carcac Plage) come parti di intonaci decorati e tegole, oltre a ceramiche, statuette di Venere, statuette che rappresentano animali e oggetti in vetro lavorato.

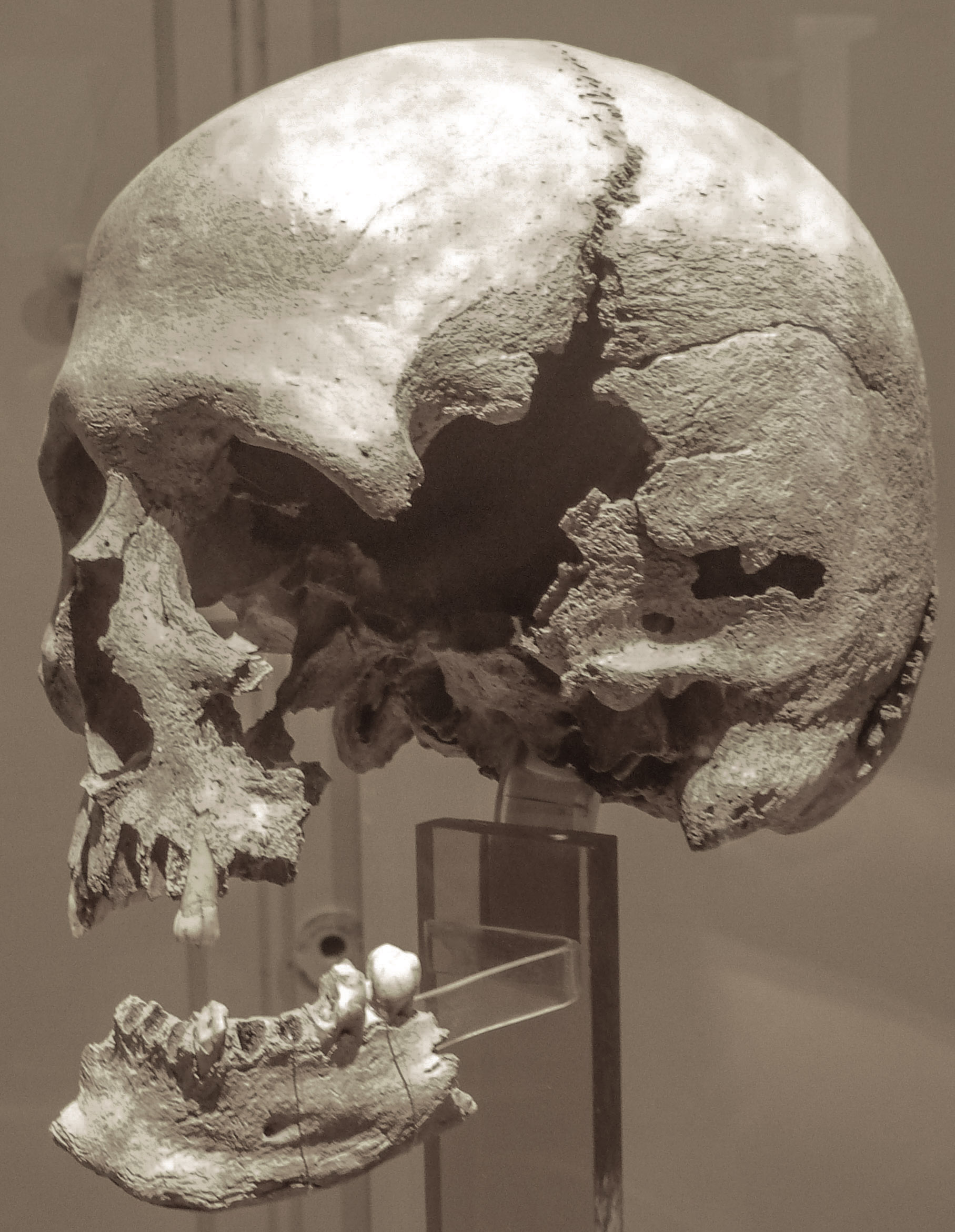
Cranio ritrovato sull'isola di Er Yoc'h da Zacharie Le Rouzic nel 1924-1925.
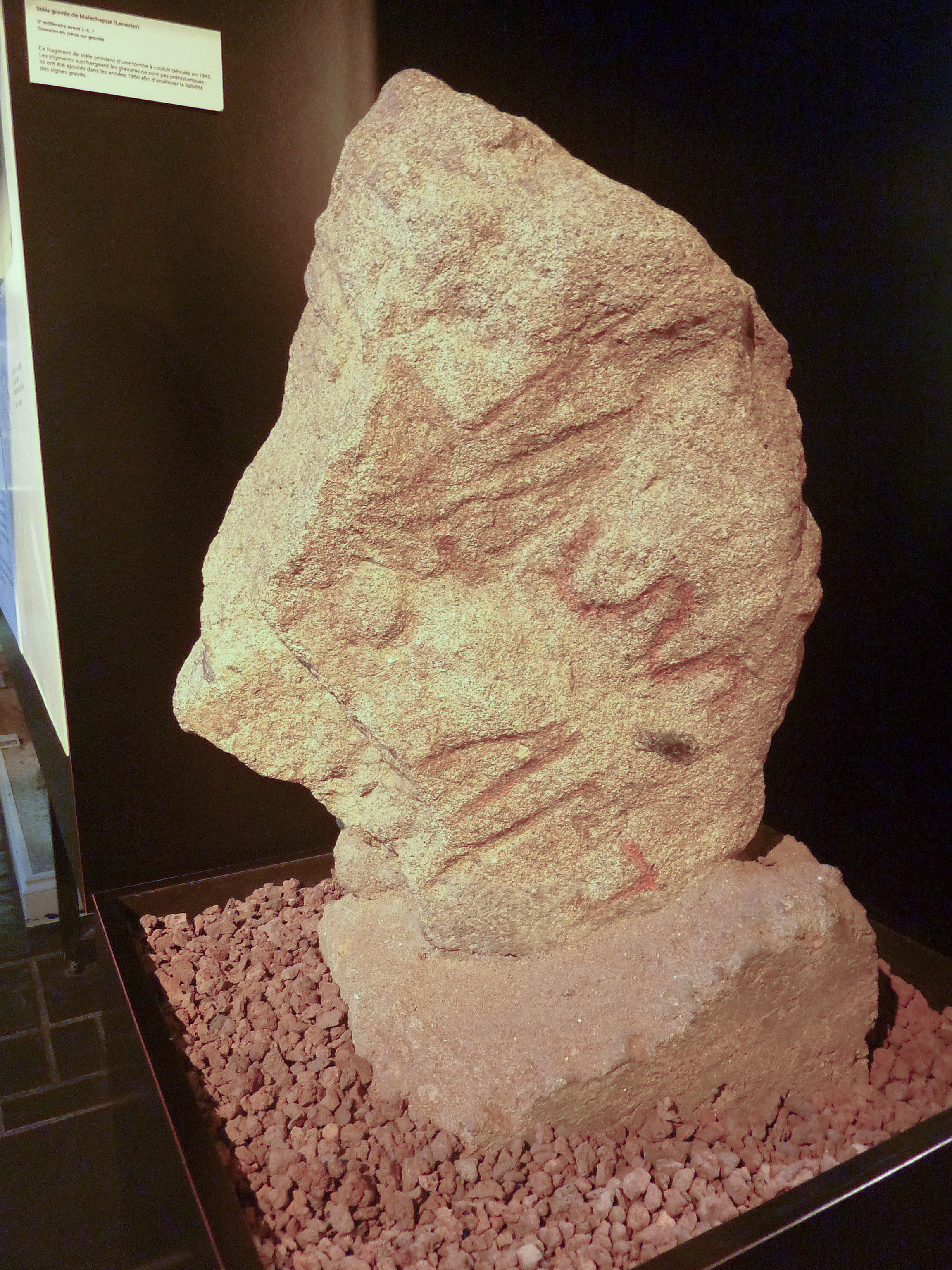
Stele incisa ritrovata a Malachappe (Lanester) probabilmente del V millennio a.C.
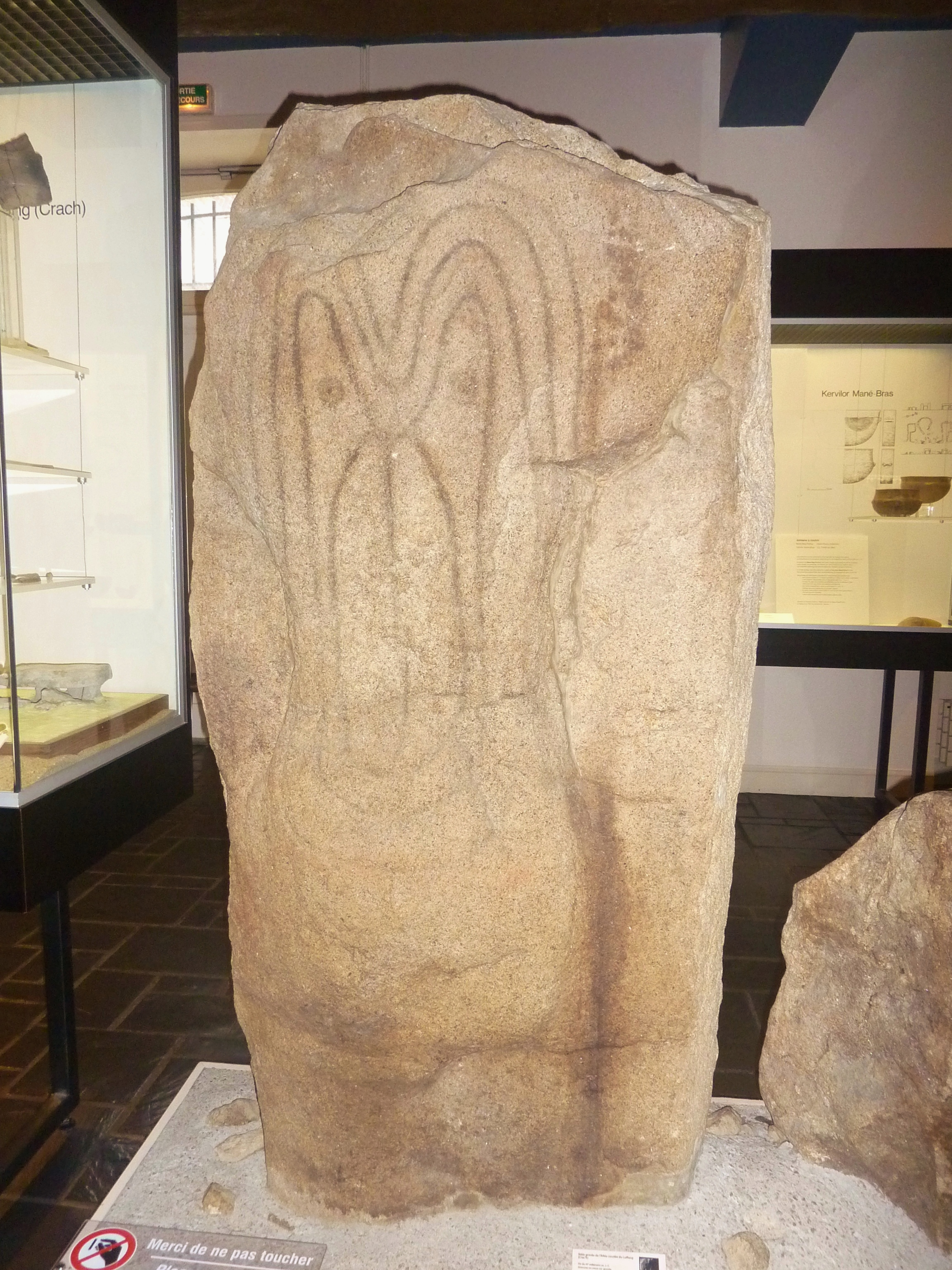
Stele incisa ritrovata a Luffang (Crach) databile alla fine del IV millennio a.C.
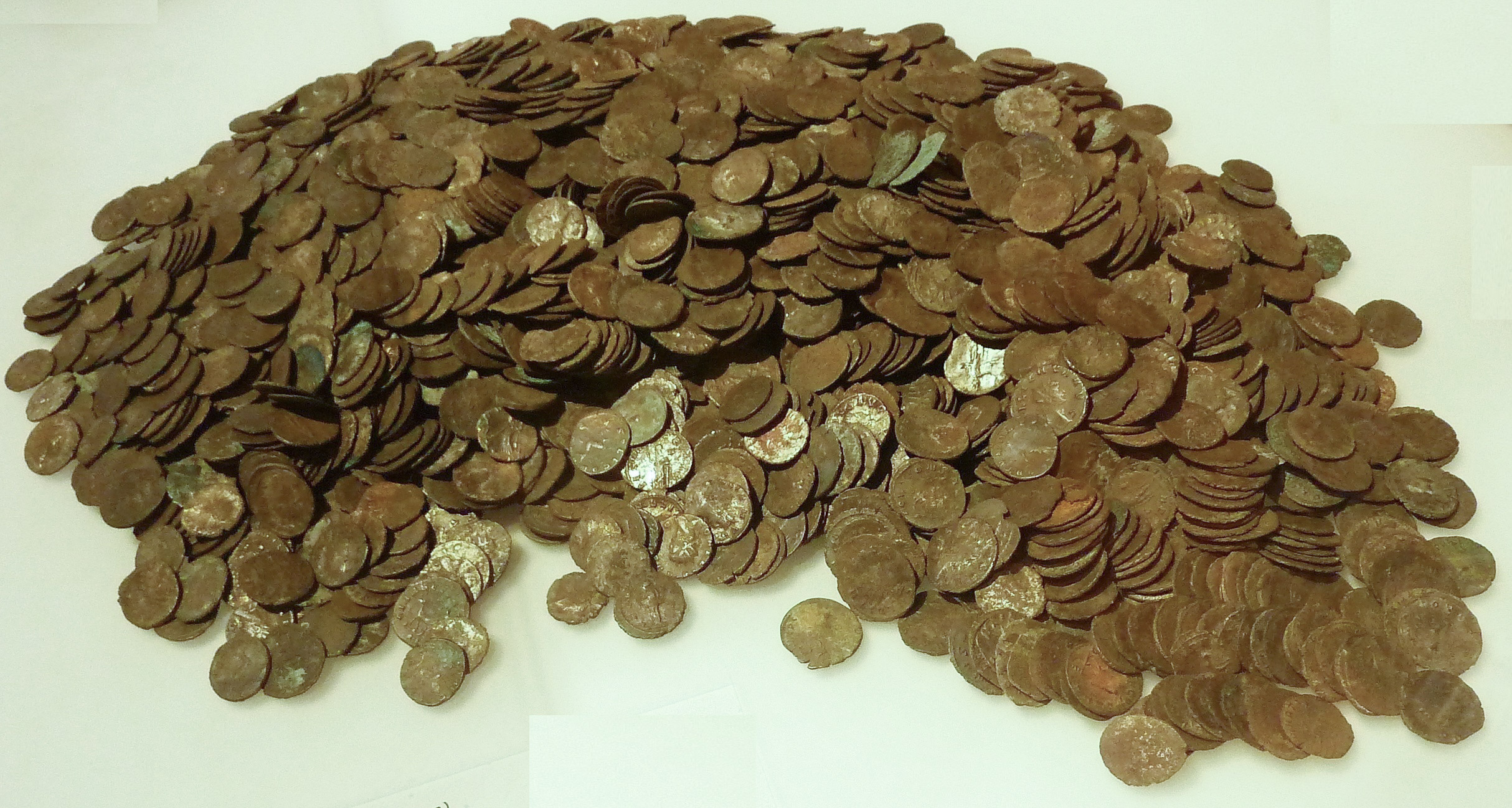
Missiriac: tesoro di Bermagouët monete risalenti al III secolo.
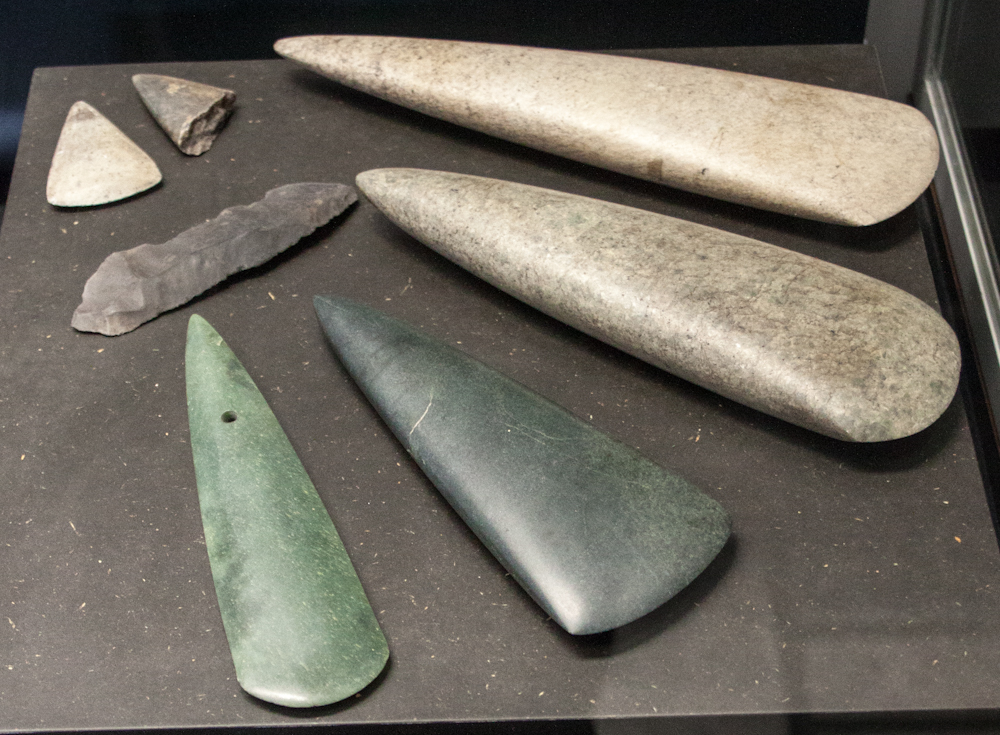
Asce levigate trovate nel 1861 nel tumulo (non più esistente) della Croce di Kerham a Ploemeur (4 500-4 000 a.C. circa).
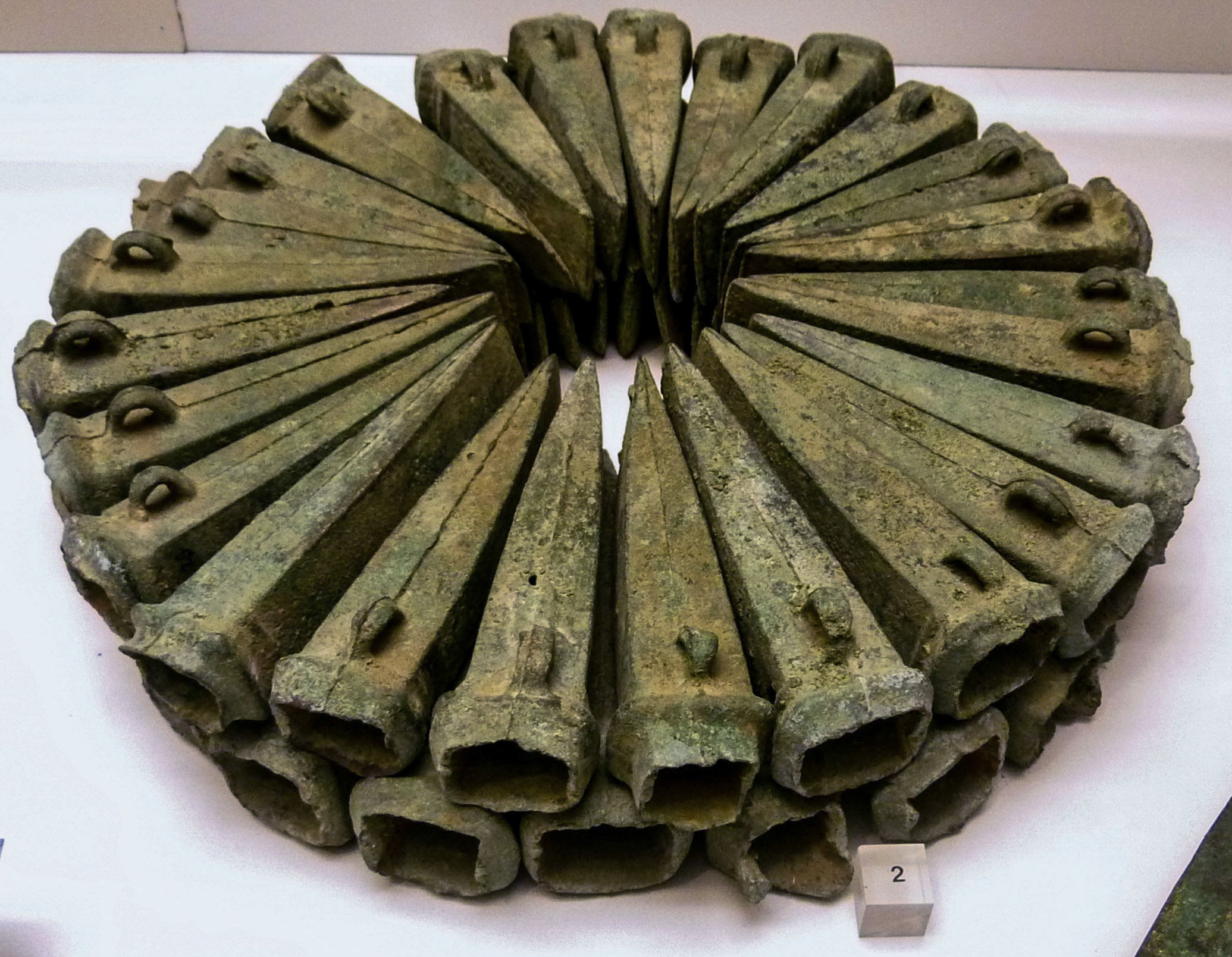
Asce ritrovate nel 1970 in località Quélenesse nel Cléguérec.
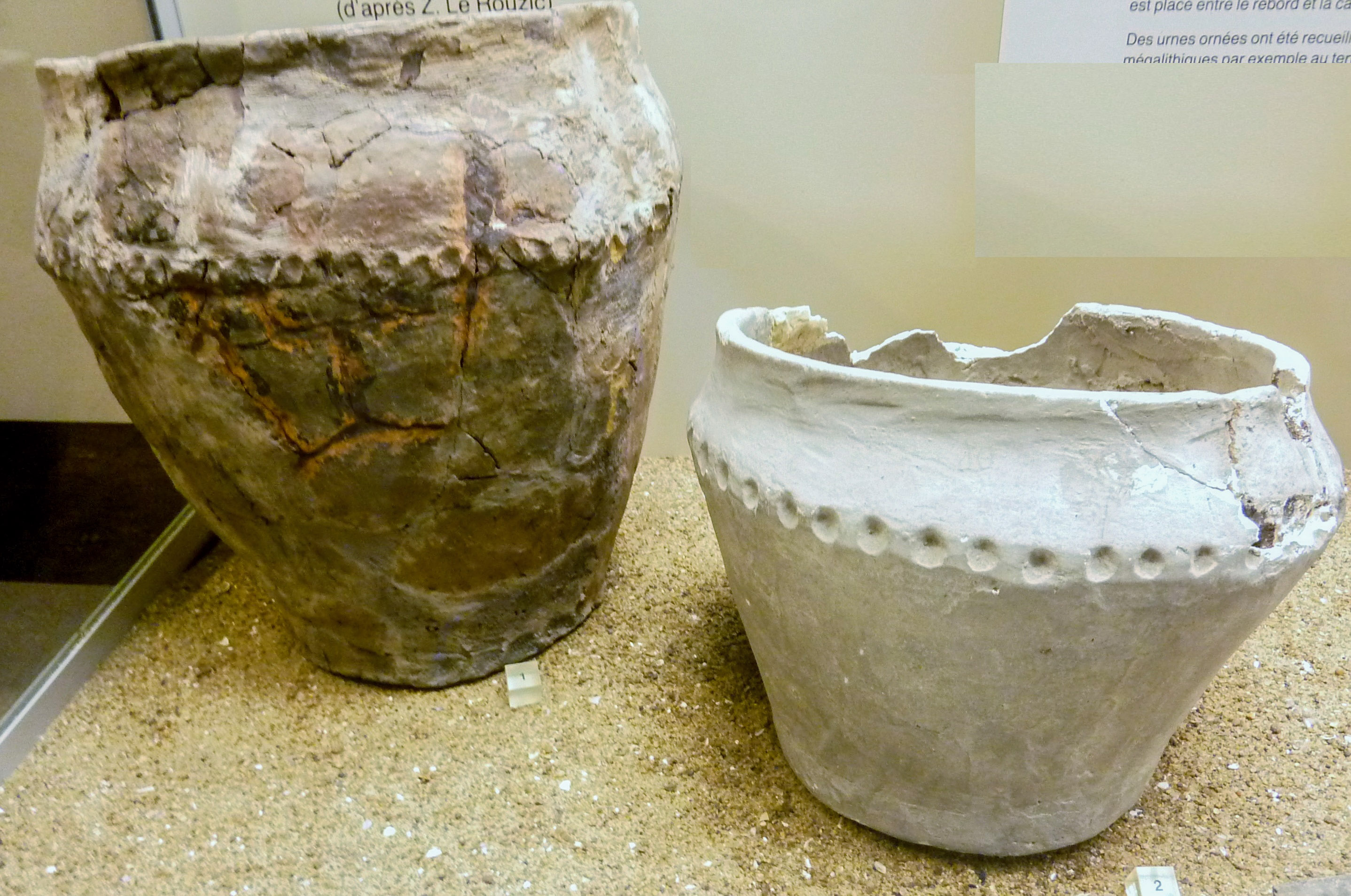
A sinistra un vaso in bronzo ritrovato nel tumulo di Kerlescan, a destra un vaso in terracotta ritrovato a Ketraval.
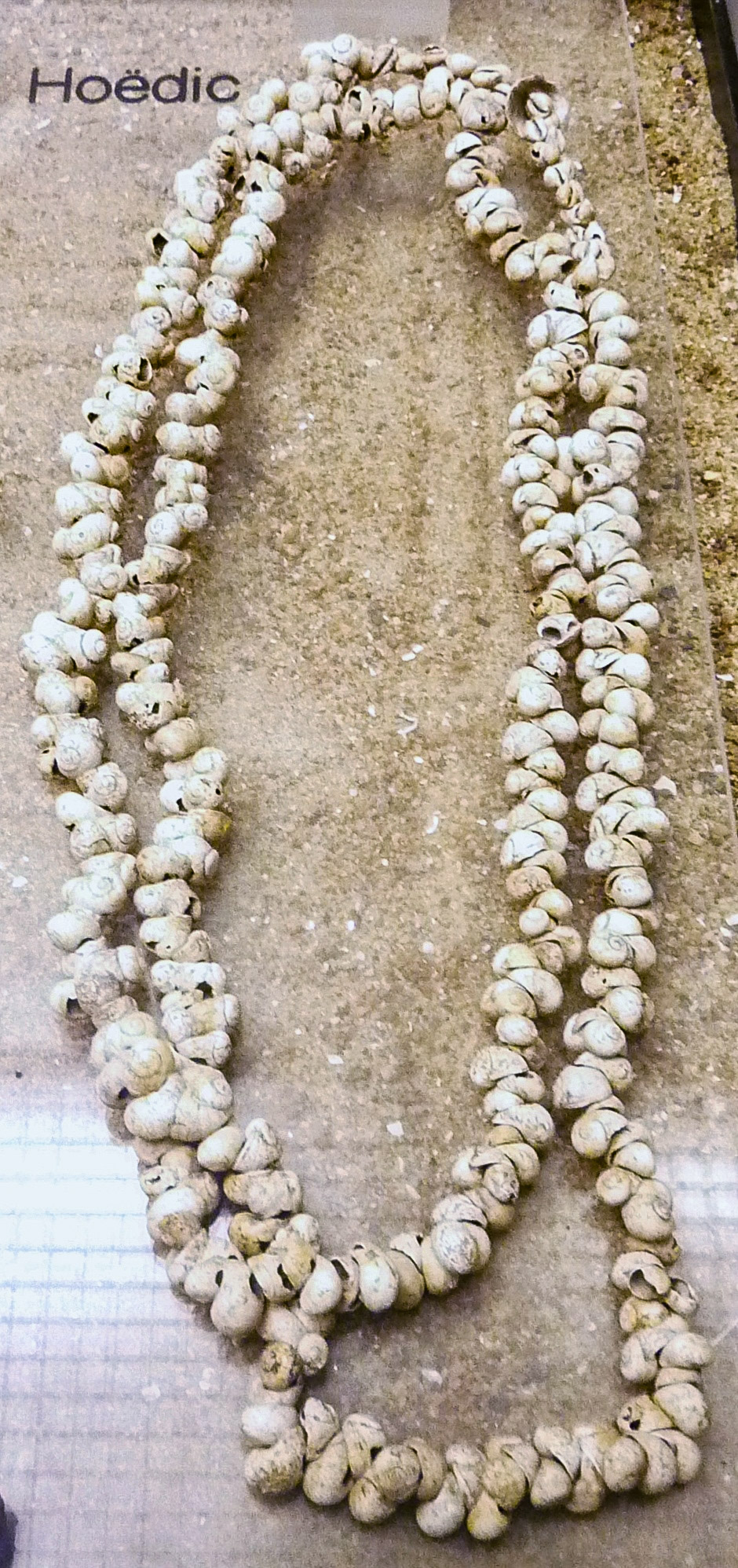
Collana di conchiglie trovata in una sepoltura mesolitica a sull'isola di Hœdic.
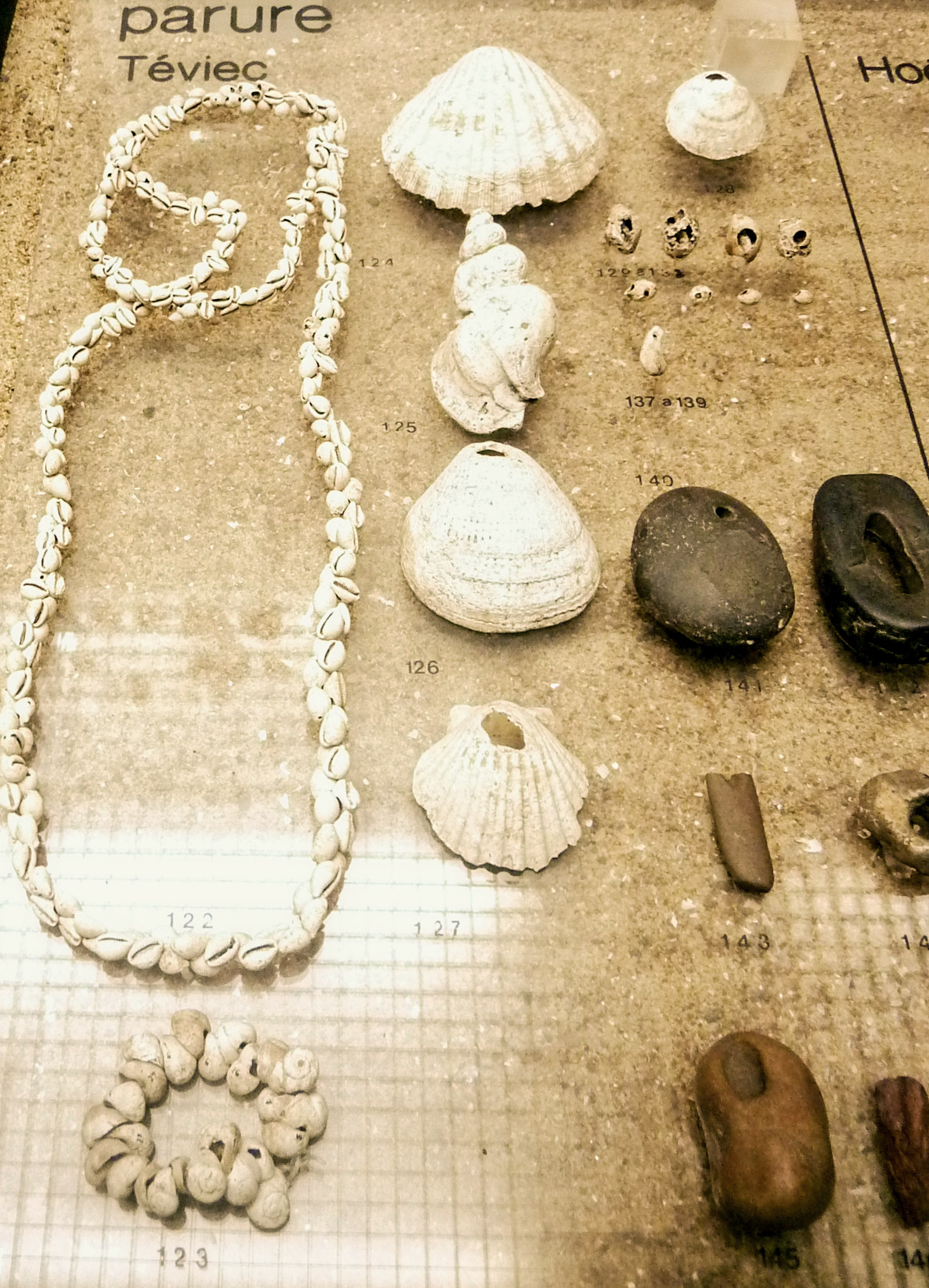
Collane di conchiglie e ornamenti vari rinvenuti in una delle tombe mesolitiche di Téviec.
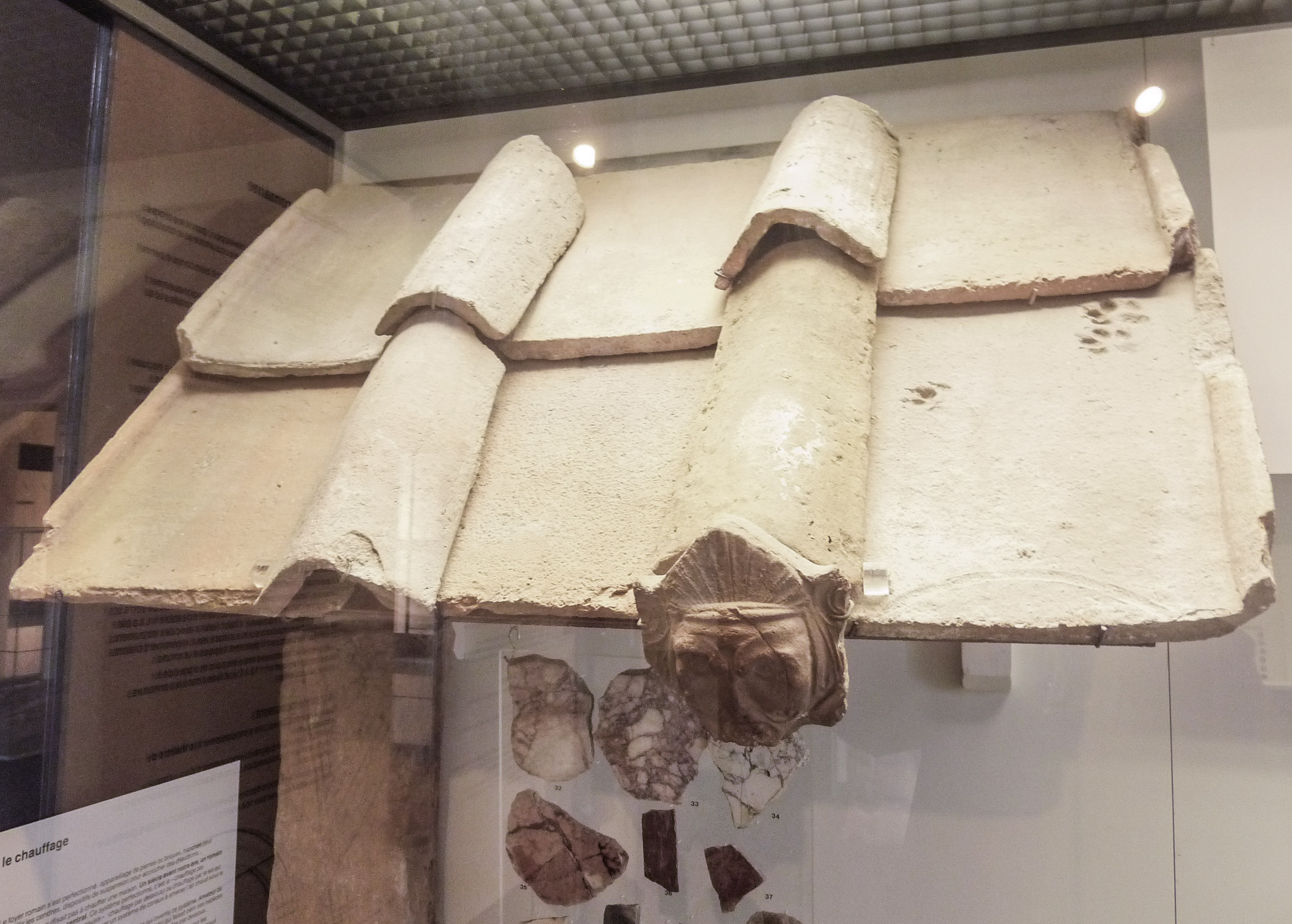
Ricostruzione di parte del tetto della villa gallo-romana di Bosséno a Carnac